# 富良野郵便局
富良野郵便局（ふらのゆうびんきょく）は北海道富良野市にある郵便局。民営化前の分類では集配普通郵便局であった。

## 概要
住所：〒076-8799 北海道富良野市若松町4-1

## 沿革
- 1899年（明治32年）
  - 9月1日 - 富良野郵便局（三等）として開設[1]。
  - 12月16日 - 為替・貯金取扱を開始。
- 1948年（昭和23年）8月6日 - 特定郵便局から普通郵便局に局種別改定[2]。
- 1952年（昭和27年）3月1日 - 富良野南郵便局の一時閉鎖[3]に伴い、電話通話事務を除く取扱事務を承継[4]。
- 1960年（昭和35年）6月27日 - 電話通話および和文電報受付事務の取扱を開始。
- 1974年（昭和49年）1月 - 局舎新築落成。
- 1989年（平成元年）11月3日 - 島の下郵便局の廃止に伴い、取扱事務を承継。
- 1999年（平成11年） - 外国通貨の両替および旅行小切手の売買に関する業務取扱を開始。
- 2006年（平成18年）9月19日 - 麓郷郵便局から集配業務を移管[5]。
- 2007年（平成19年）
  - 3月19日 - 中富良野郵便局から集配業務を移管[6]。
  - 10月1日 - 民営化に伴い、併設された郵便事業富良野支店に一部業務を移管。
  - 11月1日 - 日高集配センター（沙流郡日高町）の統括業務を、郵便事業富良野支店から苫小牧支店に移管。
- 2009年（平成21年）9月24日 - 郵便事業富良野支店が統括する山部集配センター、東山集配センターの廃止に伴い、同支店が取扱業務を承継。
- 2012年（平成24年）10月1日 - 日本郵便株式会社の発足に伴い、郵便事業富良野支店を富良野郵便局に統合。

## 取扱内容
- 郵便、印紙、ゆうパック、内容証明
- 貯金、為替、振替、振込、国際送金、外貨両替・トラベラーズチェック、国債、投資信託
- 生命保険、バイク自賠責保険、自動車保険、がん保険、引受条件緩和型医療保険
- ゆうちょ銀行ATM
- 富良野市内および空知郡中富良野町内、芦別市（泉地区のみ）の集配業務
- ゆうゆう窓口

## 周辺
- 富良野市役所
- 富良野市文化会館
- 富良野図書館
- 富良野市立富良野西中学校
- 富良野市立富良野小学校
- 国道38号
- 国道237号
- 空知川

## アクセス
- JR根室本線・富良野線 富良野駅から西へ約800m（徒歩約9分）
- ふらのバス 本通3丁目停留所下車
- 駐車場あり：15台